# EDSA-Revolution

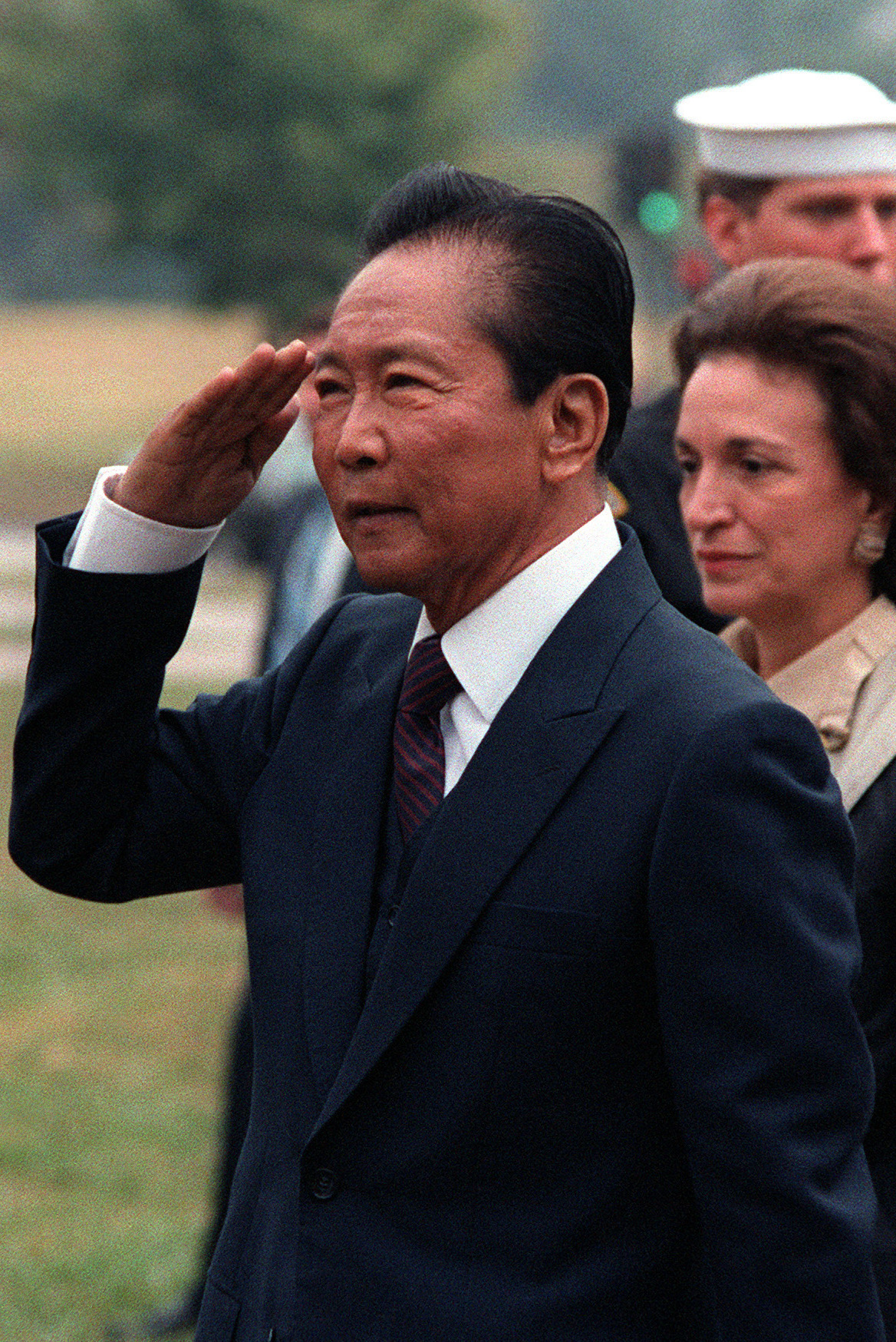
Ferdinand Marcos

Die EDSA-Revolution war eine gewaltlose Bürgerprotestbewegung auf den Philippinen, die vom 22. bis 25. Februar 1986 zum Sturz des Diktators Ferdinand Marcos führte. Sie wird auf den Philippinen auch Peoples Power Revolution (deutsch: Volksrevolution) oder Philippine Revolution of 1986 genannt. Benannt wurde sie nach der Epifanio de los Santos Avenue (kurz: EDSA), auf der die größten Demonstrationen stattfanden.

## Vorgeschichte

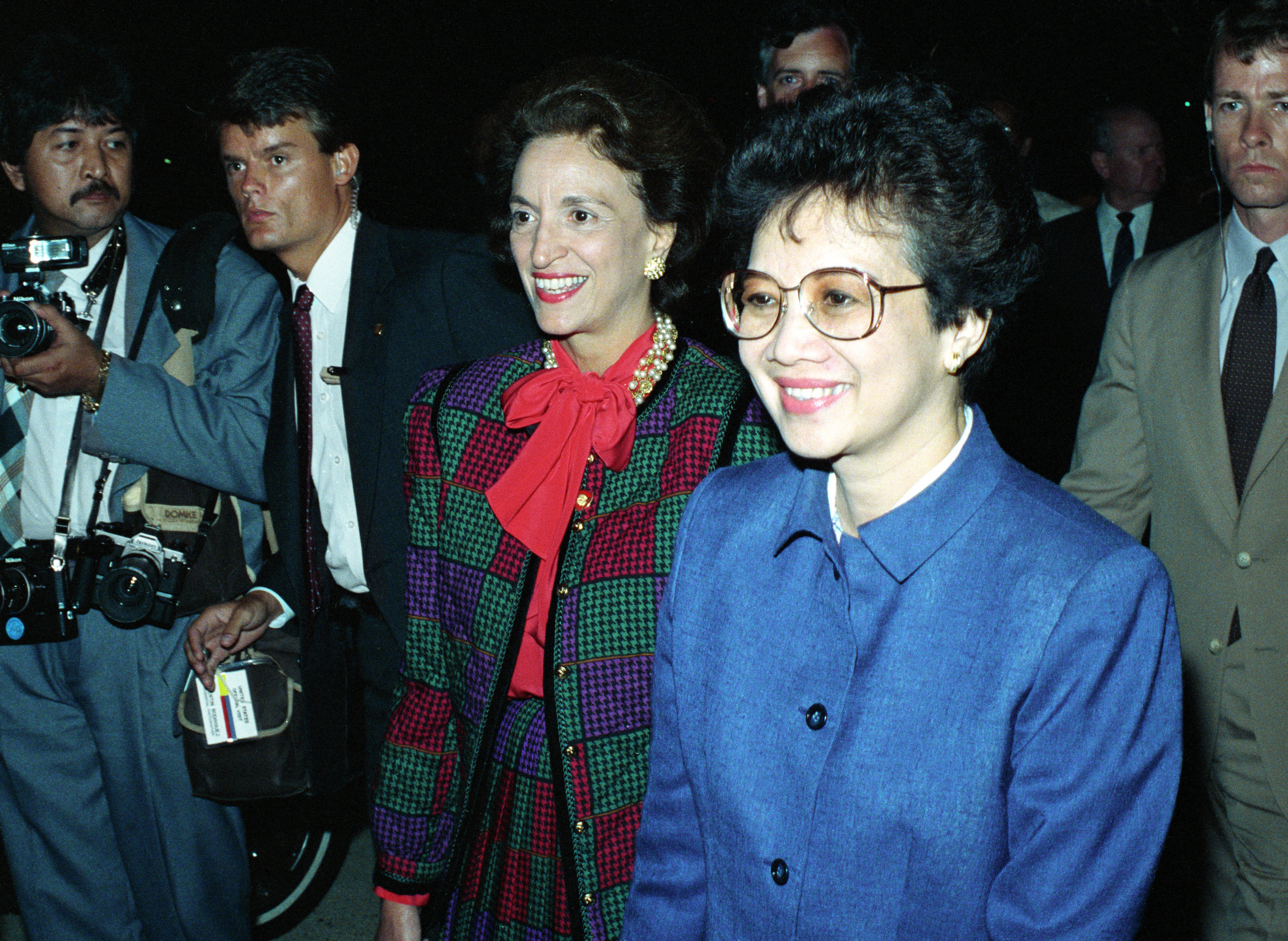
Corazon Aquino

Die EDSA-Revolution richtete sich vor allem gegen die Präsidentschaft des Ferdinand Marcos. Dieser wurde 1965 demokratisch gewählt, jedoch verschärften sich die inneren Gegensätze im Lande während seiner ersten Präsidentschaft entscheidend. Bis 1971 kam es auf der Insel Mindanao zu gewaltsamen Auseinandersetzungen, woraufhin die Nationale Befreiungsfront der Moros (MNLF) 1967 und die Nuevo Ejército del Pueblo 1969 gegründet wurden, die einen Guerillakrieg gegen die Zentralregierung führten. Außerdem begann von Januar bis März 1970 der First Quarter Storm, eine linke Studentenbewegung. In den folgenden Jahren kam es immer wieder zu Bombenattentaten in der Hauptstadt Manila, die die Regierung den Kommunisten anlastete. Spätere Untersuchungen erbrachten Indizien dafür, dass die Anschläge von der Regierung in Auftrag gegeben wurden. Unter anderem wurden am 21. August 1971 bei einem Bombenanschlag auf Plaza Miranda in Manila bei einer Kundgebung der oppositionellen Liberal Party neun Menschen getötet und hundert schwer verletzt, davon acht Senatskandidaten der Liberalen Partei. Die Amtsführung von Marcos nahm immer mehr diktatorische Züge an, bis er am 21. September 1972 das Kriegsrecht verhängen ließ, mit der Folge, dass ca. 30.000 Menschen inhaftiert, die Medien gleichgeschaltet und oppositionelle politische Parteien verboten wurden, diese Maßnahmen zwangen viele Oppositionelle ins Exil. Marcos errichtete ein Regime, das sich durch massive Unterdrückung, Korruption und Vetternwirtschaft auszeichnete, da er große Teile der Wirtschaft an seine Familie und Begünstigte verteilen ließ.
Der wichtigste Oppositionsführer in dieser Zeit war Benigno Aquino junior, der bereits am 23. September 1972 verhaftet wurde. Ihm wurden Auftragsmorde, illegaler Waffenbesitz und subversive Motive angelastet. Aquino wurde am 25. November 1977 von einem Militärgericht zum Tode durch Erschießen verurteilt. Das Urteil wurde jedoch nicht vollstreckt. Am 9. Mai 1980 wurde ihm von Imelda Marcos die Möglichkeit offeriert mit seiner Familie in die USA zu emigrieren. Er nahm das Angebot an und zog nach Newton im Bundesstaat Massachusetts. 1983 entschloss er sich, unter falscher Identität auf die Philippinen zurückzukehren. Er nahm den Namen Marcial Bonifacio an, jedoch wurde sein Plan aufgedeckt und er wurde am 21. August 1983 auf dem Flughafen Manila erschossen.
Unter dem Eindruck von Aquinos gewaltsamen Tod entwickelte sich eine breite Bürgerbewegung, vor allem in der Hauptstadtregion Metro Manila und es entstand ein regelrechter Märtyrer-Kult um Aquino.

## Präsidentschaftswahlen 7. Februar 1986
Unter dem Druck der immer stärker werdenden Bürgerbewegung und dem politischen Druck aus den USA verkündete Marcos am 23. November 1985 vorgezogene Neuwahlen. Als Präsidentschaftskandidaten wurden die Teams Ferdinand Marcos, Arturo Tolentino, als Vize-Präsident, und für die Opposition Corazon Aquino im Team mit Salvador Laurel nominiert. Die Wahl fand am 7. Februar 1986 statt, wobei Marcos den Wahlsieg für sich reklamierte. Das offizielle Wahlergebnis lautete 10.807.197 für Marcos und 9.291.761 Stimmen für Aquino.
Das National Movement for Free Elections (NAMFREL) kam jedoch bei ihrer Auszählung zu einem anderen Ergebnis, 7.835.070 Stimmen für Aquino und 7.053.068 Stimmen für Marcos. Es wurden nach der Wahl Stimmen laut, die Marcos der Wahlfälschung bezichtigten und internationale Beobachter der Wahl stimmten dem zu. Die Catholic Bishops’ Conference of the Philippines (CBCP) und die USA bezeichneten die Wahlen als unfair und betrügerisch. Marcos ließ sich jedoch am 15. Februar zum Wahlsieger erklären.

## Die EDSA-Revolution
Unter dem Eindruck des gefälschten Wahlausgangs begannen sich unter der Führung von Juan Ponce Enrile oppositionelle Gruppen im Militär zu organisieren. Am 22. Februar um 15 Uhr begann die Rebellion des Militärs. Andere hochrangige Militärs schlossen sich Enrile an, so auch Fidel Ramos. Die nun meuternden Militäreinheiten begannen daraufhin den Flughafen Manila, Radiostationen und Militärbasen rund um die Epifanio de los Santos Avenue zu besetzen. Das Hauptquartier der Meuternden lag im Camp Aguinaldo.
Kardinal Jaime Lachica Sin unterstützte die Revolte und forderte über den illegalen Radiosender Radio Veritas die Bevölkerung auf, die meuternden Militäreinheiten friedlich zu schützen, damit es zu keinem Blutvergießen kommt. Daraufhin zogen hunderttausende Menschen zu den Militärbasen an der EDSA-Avenue und blockierten die Marcostreuen Truppen. Nonnen und Priester unterstützen die Demonstranten und am 24. Februar standen bereits mehr als eine Million Filipinos auf den Straßen Manilas. Um 13:30 Uhr rückten Marcosgetreue Marineeinheiten mit Transportern und Panzern über die Ortigas Avenue vor, um das Camp Crame einzunehmen. Sie wurden jedoch von den Volksmassen einen Kilometer vor der Militärbasis gestoppt. Der Befehlshaber General Artemio Tadiar gab den Feuerbefehl. Dieser wurde jedoch von den Offizieren und Soldaten ignoriert.
Corazon Aquino traf gegen 15 Uhr aus Cebu City kommend am Flughafen ein, lobte das Verhalten der Menschen und rief auf, das Marcos-Regime zu stürzen. Gegen 19 Uhr ließ Fidel Ramos verkünden, dass man eine neue Streitmacht gründen und eine neue Regierung unter Aquino einsetzen werde. Daraufhin liefen ein Großteil der Marcostreuen Truppen am 25. Februar zu den Aufständischen über.
Am 25. Februar wurde Marcos im Malacañang-Palast und Aquino im Club Filipino jeweils als die Präsidenten der Philippinen vereidigt.
Marcos floh jedoch am selben Tag auf Anraten seiner Berater, des amerikanischen Botschafters und des US-Senators Paul Laxalt. Laxalt forderte ihn auf, einen radikalen Schnitt und Platz für die neue demokratische Regierung zu machen. Daraufhin wurde Marcos mit seiner Frau auf die Clark Air Base bei Angeles City ausgeflogen. Von dort aus reiste er nach Guam und später nach Hawaii.
Die EDSA-Revolution wurde nach der Flucht von Marcos für offiziell beendet erklärt und die 20-jährige Diktatur des Ferdinand Marcos endete. Dieses Ereignis war eine der wenigen friedlichen Revolutionen, die ohne Blutvergießen, ohne einen Schuss und ohne einen Toten verlief.

## Radioaufnahmen der Revolution
Die Radioaufnahmen der Revolution, gesendet von mehreren Radiostationen, wurden 2003 von der UNESCO in die Liste des Weltdokumentenerbes aufgenommen, als eine „Chronik einer Nation und seiner Bevölkerung zu einem entscheidenden Zeitpunkt ihrer Geschichte“.